# Cremastosperma chococola
Cremastosperma chococola är en kirimojaväxtart som beskrevs av Pirie. Cremastosperma chococola ingår i släktet Cremastosperma, och familjen kirimojaväxter. Inga underarter finns listade i Catalogue of Life.